# Nouari Nezzar
Nouari Nezzar né en 1956 à Seriana, Wilaya de Batna, est chanteur algérien en langue chaoui.

## Biographie
Nouari Nezzar est natif  de la ville de Seriana dans les Aurès.

## Parcours musical
Il chante en chaoui  et joueur de guitare et autodicate. Lors de la formation du groupe Eres, fidélité et force de lion en chaoui, composé de lui, de Jamel Bensbaa, de Demandji Karim, de Nezar Djamel et  de Grapsi Mesaoud, au début des années 1980, le groupe gagne la 6e place au Hit algérien à la Radio Télévision algérienne dans l'émission Bled music. Le groupe a un style folk chaouis et son grand succès était "Berkam Imatouaen" (cesse de pleurer en chaoui).  Nouari Nezzar a abandonné le groupe après avoir sorti des albums, mais il se consacre toujours à la musique et gère un studio d'enregistrement et de mixage de musique à Batna,.